# Dagomba
I Dagomba o Dagbamba sono un gruppo etnico dell'Africa occidentale, stanziati soprattutto in Ghana e in Togo. Parlano la lingua dagbani, appartenente al gruppo delle lingue gur. 
La nazione dei Dagomba, chiamata regno di Dagbon, fiorì tra il XIII e il XIX secolo negli attuali Ghana e Togo settentrionali, prima di essere sopraffatta dal colonialismo inglese e tedesco. Sopravvive oggi come uno dei regni tradizionali all'interno della repubblica del Ghana.
Prevalentemente musulmani, abbracciarono tale religione nel tardo XVII secolo, sotto la guida del re di Dagbon Zanjina.